# Dunstall
Dunstall är en ort och civil parish i Storbritannien.   Den ligger i grevskapet Staffordshire och riksdelen England, i den södra delen av landet, 180 km nordväst om huvudstaden London. Dunstall ligger 70 meter över havet och antalet invånare är 215.
Terrängen runt Dunstall är platt. Runt Dunstall är det tätbefolkat, med 257 invånare per kvadratkilometer. Närmaste större samhälle är Tamworth, 14,9 km söder om Dunstall. Trakten runt Dunstall består till största delen av jordbruksmark.